# Vasi s trdnjavskimi cerkvami v Transilvaniji
Jugovzhodna Transilvanija v Romuniji je najbolj znana po več kot 150 dobro ohranjenih trdnjavskih cerkvah v veliko različnih arhitekturnih slogih (od 300 prvotnih trdnjavskih cerkev) iz 13. in 16. stoletja.
Na Unescovem seznamu svetovne dediščine z naslovom Vasi s trdnjavskimi cerkvami v Transilvaniji (Villages with Fortified Churches in Transylvania) je sedem vasi (šest saških in ena madžarska), ki so jih ustanovili transilvanski Sasi. Te prevladujejo med trdnjavskimi cerkvami z značilnim naselitvenim vzorcem za obrambo, ki se je ohranil od poznega srednjega veka. 

## Seznam
Sedem vasi, ki so na Unescovem seznamu:
| Romunsko ime | Slika | Okrožje          | Nemško ime | Madžarsko ime | Glavna znamenitost                                |
| ------------ | ----- | ---------------- | ---------- | ------------- | ------------------------------------------------- |
| Biertan      |       | okrožje Sibiu    | Birthälm   | Berethalom    | trdnjavska cerkev Biertan                         |
| Câlnic       |       | okrožje Alba     | Kelling    | Kelnek        | citadela Câlnic                                   |
| Dârjiu       |       | okrožje Harghita | Ders       | Székelyderzs  | trdnjavska cerkev Dârjiu                          |
| Prejmer      |       | okrožje Brașov   | Tartlau    | Prázsmár      | trdnjavska cerkev Prejmer                         |
| Saschiz      |       | okrožje Mureș    | Keisd      | Szászkézd     | trdnjavska cerkev Saschiz kmečka citadela Saschiz |
| Valea Viilor |       | okrožje Sibiu    | Wurmloch   | Nagybaromlak  | trdnjavska cerkev Valea Viilor                    |
| Viscri       |       | okrožje Braşov   | Weißkirch  | Fehéregyháza  | trdnjavska cerkev Viscri                          |

## Zgodovina
Saške vasi v Transilvaniji so nastale v 12. stoletju, ko so madžarski kralji na tem območju naselili nemške koloniste. Med narodi so imeli poseben položaj. Preživeli so, bili so uspešni, ustvarili so zelo močno skupnost kmetov, obrtnikov in trgovcev. Ker je bila regija ogrožena zaradi vdorov Turkov in Tatarov, so zgradili utrdbe različnih velikosti. Najpomembnejša mesta so bila popolnoma utrjena, manjše skupnosti so gradile utrdbe, osredotočene na cerkev, dodali so obrambne stolpe in skladišča za svoje najdragocenejše dobrine, da bi jim pomagale zdržati daljša obleganja.

## Opis
Topografija v južni Transilvaniji je planota, prepredena s širokimi dolinami različnih manjših rek, ki se izlivajo v večje, in sicer reke Olt, Mureș, Tarnava Mare in Tarnava Mica. Vasi so se prilagodile topografiji, tako da so se vasi v dolini razvile okoli osrednje ulice in nekaterih stranskih, medtem ko so vasi na bolj ravninskem delu sledile ohlapnejšemu, žarkastemu vzorcu. Zaradi varnostnih razlogov in tradicije saškega prebivalstva so  vasi strnjene.
Cerkev je vedno v središču mesta, po možnosti na hribu. Najti je mogoče različne vrste utrdb: majhne – glavna ograja okoli cerkve, večje utrdbe okoli cerkve ali prave trdnjave s številnimi utrdbenimi zidovi s središčem na cerkvi. Cerkve so bile prilagojene vključitvi v obrambo; vse so romanske bazilike ali enoladijske iz pozne gotike. Pogosto imajo veliko dodatkov glede na starost in obdobje, v katerem so bile zgrajene, to je od poznega srednjega veka do 16. stoletja. Številne imajo tudi baročne elemente, saj je bil baročni slog zelo priljubljen.
V skoraj vseh primerih je cerkev na lahko branljivem položaju, običajno na hribu. Elementi utrdb v glavnih mestih na tem območju so bili prilagojeni razmeram in so priča tehniki stavbarstva, ki jo je uporabljala saška skupnost. Nekatere utrdbe imajo opazovalne stolpe, tudi cerkveni stolp je prilagojen trdnjavi. Material je tradicionalen, kamen in rdeča opeka, rdeča opečnata streha je značilnost tega območja.
Blizu cerkve je glavni trg naselja ali plesni trg, na katerem se odvija družbeno življenje. Poleg utrdb so le zgradbe, namenjene skupni uporabi: šola ali vaška dvorana. Župnijska hiša in hiše najbogatejših vaščanov so bile okoli trga. Večinoma so bila v bližini središča vasi skladišča za shranjevanje semen. 